# George Kaftan
George A. Kaftan (Nueva York, Nueva York; 22 de febrero de 1928-6 de octubre de 2018) fue un baloncestista estadounidense que disputó cinco temporadas entre la BAA y la NBA. Con 1,91 metros de estatura, lo hacía en la posición de alero.

## Trayectoria deportiva

### Universidad
Jugó durante cuatro temporadas con los Crusaders del College of the Holy Cross, siendo el jugador clave en el triunfo de su equipo en el Torneo de la NCAA de 1947 sobre la Universidad de Oklahoma por 58-47, en una final en a que Kakfan anotó 18 puntos. En el total de los tres partidos que le llevaron al título fue el máximo anotador con 63 puntos, 21 por partido, que le valieron el premio al Mejor Jugador del Torneo de la NCAA.
Al año siguiente el equipo llegó de nuevo al Torneo de la NCAA, alcanzando las semifinales, en las que cayeron derrotados por Kentucky. Kaftan fue elegido esa temporada en el segundo equipo del All-American.

### Profesional
Fue elegido en la decimotercera posición del Draft de la BAA de 1949 por Boston Celtics, donde en su primera temporada solo pudo disputar 21 partidos a causa de las lesiones. A pesar de ello fue el mejor anotador de su equipo, con 14,5 puntos por partido, a los que añadió 2,9 asistencias. Tras un año más en los Celtics, fue traspasado a New York Knicks antes del comienzo de la temporada 1950-51.
Allí asumió el papel de suplente de Vince Boryla, y en su primera temporada ayudó al equipo a llegar a las Finales, en las que cayeron en el séptimo y definitivo encuentro ante Rochester Royals. Al año siguiente se repetiría la historia, cayendo nuevamente en el séptimo partido de la final, esta vez ante Minneapolis Lakers. Kaftan promedió en los partidos de playoffs 6,2 puntos y 2,3 rebotes por partido.
Al término de la temporada fue traspasado a Baltimore Bullets, donde jugó solo 23 partidos antes de retirarse definitivamente.

#### Estadísticas en la BAA y la NBA

##### Temporada regular
| Temp.   | Edad | Equipo    | Liga  | P   | TIT | MIN  | TC  | TCA  | %TC  | 3P | 3PA | %3P | TL  | TLA | %TL  | R.OF. | R.DEF. | REB | ASIS | ROB | TAP | PER | FP  | PTS  |
| 1948-49 | 20   | Boston    | BAA   | 21  |     |      | 5.5 | 15.0 | .368 |    |     |     | 3.4 | 5.5 | .626 |       |        |     | 2.9  |     |     |     | 1.3 | 14.5 |
| 1949-50 | 21   | Boston    | NBA   | 55  |     |      | 3.6 | 9.7  | .372 |    |     |     | 2.5 | 3.8 | .654 |       |        |     | 2.6  |     |     |     | 1.7 | 9.7  |
| 1950-51 | 22   | New York  | NBA   | 61  |     |      | 1.8 | 4.7  | .388 |    |     |     | 1.3 | 2.0 | .624 |       |        | 2.5 | 1.2  |     |     |     | 1.7 | 4.9  |
| 1951-52 | 23   | New York  | NBA   | 52  |     | 18.4 | 2.2 | 5.9  | .375 |    |     |     | 1.8 | 2.6 | .687 |       |        | 3.8 | 1.7  |     |     |     | 2.1 | 6.2  |
| 1952-53 | 24   | Baltimore | NBA   | 23  |     | 16.5 | 2.0 | 6.2  | .317 |    |     |     | 1.9 | 2.9 | .657 |       |        | 3.3 | 1.3  |     |     |     | 2.6 | 5.8  |
| Total   |      |           | TOTAL | 212 |     | 17.8 | 2.8 | 7.5  | .370 |    |     |     | 2.0 | 3.1 | .650 |       |        | 3.1 | 1.9  |     |     |     | 1.8 | 7.5  |
|         |      |           | NBA   | 191 |     | 17.8 | 2.5 | 6.6  | .370 |    |     |     | 1.8 | 2.8 | .655 |       |        | 3.1 | 1.8  |     |     |     | 1.9 | 6.8  |
|         |      |           | BAA   | 21  |     |      | 5.5 | 15.0 | .368 |    |     |     | 3.4 | 5.5 | .626 |       |        |     | 2.9  |     |     |     | 1.3 | 14.5 |

##### Playoffs
| Temp.   | Edad | Equipo   | Liga | P  | MIN | TCA | TC | 3PA | 3P | TLA | TL | R.OF. | REB | ASIS | ROB | TAP | PER | FP | PTS | %TC  | %3P | %FT  | MIN  | PTS | REB | AST |
| 1950-51 | 22   | New York | NBA  | 8  |     | 6   | 18 |     |    | 1   | 3  |       | 6   | 2    |     |     |     | 7  | 13  | .333 |     | .333 |      | 1.6 | 0.8 | 0.3 |
| 1951-52 | 23   | New York | NBA  | 13 | 232 | 26  | 66 |     |    | 28  | 42 |       | 30  | 22   |     |     |     | 41 | 80  | .394 |     | .667 | 17.8 | 6.2 | 2.3 | 1.7 |
| Total   |      |          | NBA  | 21 | 232 | 32  | 84 |     |    | 29  | 45 |       | 36  | 24   |     |     |     | 48 | 93  | .381 |     | .644 | 17.8 | 4.4 | 1.7 | 1.1 |